# تسوكاسا هوساكا
تسوكاسا هوساكا (باليابانية: 保 坂 司) (مواليد 3 مارس 1937 في اليابان - 21 يناير 2018) هو لاعب كرة قدم ياباني سابق ومدير فني. شارك هوساكا عدة مرات مع المنتخب الوطني لكرة القدم اليابان، بما في ذلك التصفيات المؤهلة لنهائيات كأس العالم لكرة القدم 1962. ولعب أيضا في عام 1964 دورة الألعاب الاولمبية الصيفية لكرة القدم في طوكيو.

## روابط خارجية
- تسوكاسا هوساكا على موقع الاتحاد الدولي (مؤرشف)  (الإنجليزية)
- تسوكاسا هوساكا على موقع قاعدة بيانات كرة القدم.إي يو (الإنجليزية)
- تسوكاسا هوساكا على موقع ناشيونال فوتبول تيمز (الإنجليزية)
- تسوكاسا هوساكا على موقع عالم كرة القدم.نت (الإنجليزية)
- تسوكاسا هوساكا على موقع أوليمبيديا (الإنجليزية)

1. ↑   http://www.sponichi.co.jp/soccer/news/2018/01/23/kiji/20180123s00002014143000c.html. {{استشهاد ويب}}: |url= بحاجة لعنوان (مساعدة) والوسيط |title= غير موجود أو فارغ (من ويكي بيانات) (مساعدة)
2. ↑  Tsukasa Hosaka – سجل منافسات الفيفا